# Olvikelā
Olvikelā (persisch: علوی کلا, auch Olvi Kola oder Ayvī Kolā) ist eine Kleinstadt im Landkreis Nowshahr in der iranischen Provinz Mazandaran. Bei der Volkszählung 2006 betrug die Einwohnerzahl 4142 in 1089 Familien. Olvikelā liegt am Elburs-Gebirge und ist nur wenige Kilometer vom Kaspischen Meer entfernt. Die Einwohner sind mehrheitlich ethnische Mazandaraner schiitischen Glaubens.